# Matías Benítez (calciatore)
Fernando Matías Benítez (Rosario, 13 novembre 2000) è un calciatore argentino, attaccante dell'Arsenal Sarandí.

## Caratteristiche tecniche
È un centravanti.

## Carriera
Benítez è cresciuto nel settore giovanile del River Plate, dove è arrivato nel 2015 all'età di 15 anni dal Renato Cesarini. Il 2 aprile 2021 è stato ceduto in prestito per una stagione all'Atlanta United 2, ed il 17 maggio ha giocato il suo primo incontro ufficiale contro l'OKC Energy in USL Championship, segnando al contempo il suo primo gol. Rientrato in Argentina a fine anno, nel febbraio del 2022 è stato prestato al San Martín (SJ) in Primera B Nacional.
Nel gennaio del 2023 ha rescisso il suo contratto con il River ed ha firmato con gli uruguaiani del Racing Montevideo. Dopo una sola stagione ha fatto ritorno in Argentina accordandosi con l'Arsenal Sarandí.

## Statistiche

### Presenze e reti nei club
Statistiche aggiornate al 14 aprile 2024.
| Stagione        | Squadra           | Campionato      | Campionato | Campionato | Coppe nazionali | Coppe nazionali | Coppe nazionali | Coppe continentali | Coppe continentali | Coppe continentali | Altre coppe | Altre coppe | Altre coppe | Totale | Totale | Totale |
| Stagione        | Squadra           | Comp            | Pres       | Reti       | Comp            | Pres            | Reti            | Comp               | Pres               | Reti               | Comp        | Pres        | Reti        | Pres   | Reti   |        |
| --------------- | ----------------- | --------------- | ---------- | ---------- | --------------- | --------------- | --------------- | ------------------ | ------------------ | ------------------ | ----------- | ----------- | ----------- | ------ | ------ | ------ |
| 2021            | Atlanta United 2  | USL             | 22         | 2          |                 | -               | -               |                    | -                  | -                  |             | -           | -           | 22     | 2      |        |
| 2022            | San Martín (SJ)   | PBN             | 7          | 0          | CA              | 0               | 0               |                    | -                  | -                  |             | -           | -           | 7      | 0      |        |
| 2023            | Racing Montevideo | PD              | 15         | 0          |                 | -               | -               |                    | -                  | -                  |             | -           | -           | 15     | 0      |        |
| 2024            | Arsenal Sarandí   | PBN             | 9          | 0          | CA              | 0               | 0               |                    | -                  | -                  |             | -           | -           | 9      | 0      |        |
| Totale carriera | Totale carriera   | Totale carriera | 53         | 2          |                 | 0               | 0               |                    | -                  | -                  |             | -           | -           | 53     | 2      |        |

## Palmarès

### Club

#### Competizioni nazionali
- Copa Argentina: 1

Central Córdoba (SdE): 2024